# Vilallobent
Vilallobent és un llogaret del municipi cerdà de Puigcerdà situat a 1.170 msnm. Tenia 134 habitants l'any 2005, 106 l'any 2009 i 86 l'any 2021.
Fou un municipi independent fins a la seva incorporació a Puigcerdà el 1968. Està situat a prop de la confluència dels rius Vilallonga i Llavanera, també conegut com a Vanera. L'antic terme comprenia, a més, el poble i antic terme d'Age, amb el mas Florença.
El terme Vilallobent prové del llatí 'Vila lupus' (Vila dels llops). L'origen etimològic del mot ens indica que la zona havia estat habitada per llops pirinencs.
Vilallobent també es pot veure escrit com Vilallovent.

## Sant Andreu de Vilallobent
Sant Andreu de Vilallobent és l'església parroquial del poble. D'origen romànic, conserva un retaule gòtic del s. XV. El lloc és esmentat ja el 839 a l'acta de consagració de la Catedral d'Urgell com a Villa Lupinti i formava part del Pagus Liviensis.
L'edifici ha tingut diverses modificacions importants en la seva estructura primitiva. Constaria d'una nau coberta amb volta de canó, encapçalada per un absis semicircular. Aquest va ser substituït per una capçalera rectangular i a la nau es construïren dues capelles laterals i la sagristia. Al mur nord es pot observar el parament fet en opus spicatum (obra en forma d'espiga) així com a la paret de migdia es pot observar una finestra emparedada, de doble esqueixada, l'única romànica que es conserva. El campanar, a ponent, és d'espadanya amb dos ulls.
Al s. XIV era possessió del monestir de Sant Miquel de Cuixà i al s. XVII fou propietat de la Corona com a lloc reial.

## Ciutat esportiva Armand Gatius
Vilallobent destaca per tenir la ciutat esportiva Armand Gatius, formada per un camp de futbol herba i una pista híbrida de futbol sala i bàsquet.

## Lloc Social de Vilallobent
El lloc social de Vilallobent alberga diferents tornejos de bingo (habitualment divendres a les 20ː00 hores), disposa d'un petit bar i s'encarrega d'organitzar les festes majors de Vilallobent, que són el dia 16 d'agost.